# 拉茨凱韋
拉茨凱韋是匈牙利的城鎮，位於該國中部，距離首都布達佩斯40公里，由佩斯州負責管轄，面積64.09平方公里，2011年人口10,016，其中約六成居民信奉天主教。

## 外部連結
- Rackeve, Hungary Page （页面存档备份，存于）
- Ráckeve, Hungary, Home page of the town （页面存档备份，存于）